# じゅえき太郎
じゅえき太郎（じゅえきたろう、簡体字: 树液太郎、繁体字: 樹液太郎 -1988年）は、日本のイラストレーター、漫画家、画家。昆虫を題材にしたイラストや漫画を手掛ける。

## 書籍
- 『ゆるふわ昆虫図鑑』(2017年10月　宝島社)
- 『じゅえき太郎の昆虫採集ぬりえ』(2018年2月　KADOKAWA)
- 『じゅえき太郎のゆるふわ昆虫大百科』(2018年5月　実業之日本社) 監修:須田研司
  - 台湾版『樹液太郎的軟萌昆蟲圖鑑』(2019年5月　瑞昇文化)
- 『昆虫戯画 びっくり雑学事典』(2018年5月　大泉書店)
- 『ゆるふわ昆虫図鑑 ボクらはゆるく生きている』(2018年9月　KADOKAWA)
  - 台湾版『蟲蟲們的慢活日常 看著下方往前吧！』(2019年8月　台灣角川)
- 『すごい虫ずかん ぞうきばやしをのぞいたら』(2019年6月　KADOKAWA) 監修:須田研司
  - 中国版『厉害的昆虫 走进杂木林』(2022年9月　湖南少年儿童出版社)
- 『丸山宗利・じゅえき太郎の㊙️昆虫手帳』(2019年7月　実業之日本社)画:じゅえき太郎 著:丸山宗利
- 『正直、仕事のこと考えると憂鬱すぎて眠れない。リアルすぎる！仕事の悩みあるある図鑑』(2019年10月　東洋経済新報社)
  - 台湾版『老實上班，你會憂鬱到睡不著』(2020年7月　大是文化)
  - 文庫版『正直、仕事のこと考えるとユーウツすぎて眠れない。』(三笠書房 知的生きかた文庫)
- 『ゆるふわ昆虫図鑑　タピオカガエルのタピオカ屋』(2020年6月　実業之日本社)
  - 台湾版『珍珠蛙蛙的珍奶鋪』(2024年10月　尖端出版)
- 『すごい虫ずかん くさむらのむこうには』(2020年6月　KADOKAWA) 監修:須田研司
  - 中国版『厉害的昆虫 拨开草丛』(2022年9月　湖南少年儿童出版社)
- 『すごい虫ずかん ひるの虫とよるの虫』(2021年6月14日　KADOKAWA) 監修:須田研司
- 『むし、はっけん！』(2023年7月1日　童心社) 紙芝居

## 挿絵・イラスト
- 『不思議だらけ カブトムシ図鑑』 (2019年7月8日　彩図社) 著:小島渉
- 『むし (小学館の図鑑NEO まどあけずかん 4) 』(2019年12月2日　小学館)
- 『こんちゅうクンのいちばん虫ずかん 昆虫界のナンバー1を探せ！』(2020年6月11日　株式会社アストラハウス)  著:こんちゅうクン(北野伸雄)
- 『もしも虫と話せたら』(2020年8月7日　プレジデント社) 絵:じゅえき太郎　文:ペズル　監修:須田研司
- 『ボクは食器洗いをやっていただけで、家事をやっていなかった。』 (2021年3月3日　KADOKAWA)　著:土屋礼央
- 『角川の集める図鑑ＧＥＴ！ 昆虫』(2021年5月28日　KADOKAWA)　総監修:丸山宗利　監修:矢後勝也　監修:神保宇嗣
- 『もしもカメと話せたら』(2021年7月4日　プレジデント社) 絵:じゅえき太郎　文:ペズル　監修:須田研司
- 『香川照之の昆虫すごいぜ！図鑑』vol.1〜3 NHK出版
- 『もしも鳥と話せたら』(2022年2月17日　プレジデント社) 絵:じゅえき太郎　文:ペズル　監修:阿部浩志
- 『366日の美しい昆虫』(2022年8月1日　三才ブックス)監修:須田研司　文:ペズル　絵:じゅえき太郎
- 『もしも恐竜と話せたら』(2022年12月20日　プレジデント社) 絵:じゅえき太郎　文:ペズル　監修:阿部浩志
- 『昆虫先生図鑑』(2023年6月29日　プレジデント社) 絵:じゅえき太郎　文:ペズル　監修:須田研司
- 『陸の深海生物』(2023年11月30日　文一総合出版)　著:小松貴 漫画:じゅえき太郎
- 『虫たちの生き方事典』(2024年8月11日　文一総合出版)　文と写真:小松貴 イラスト:じゅえき太郎[1]

## タイアップ・商品
- みんなの虫ケアかるた（2021年） - アース製薬とのコラボレーション企画として、公式サイトにて公開[2]。
- 『昆虫ジグソーパズル BOOK 1 ヘラクレスオオカブト』（2024年） - 小峰書店より発売[3]。
- 『昆虫ジグソーパズル BOOK 2 ギラファノコギリクワガタ』 （2024年）小峰書店
- 『バーコでポコモリ 凹凸ぬり絵ノート昆虫図鑑』　プラスオレンジ

## 雑誌
- 『飛ぶ教室』第81号 （2025年4月25日 光村図書）

## 連載
- 『東京ゆるふわ生物図鑑』 - 『東京ウォーカー』にて連載（2018年頃）[4]
- 『フロンターレ こども新聞』 - 『ゆるふわ フロンターレ 昆虫図鑑』連載中[5]
- 『まるやま昆虫研究所』 - 『毎日小学生新聞』にて連載（〜2025年3月）[6][7]

## ラジオ出演
- E-ne!(2018年5月15日、FMヨコハマ)
- E-ne!(2018年10月8日、FMヨコハマ)
- E-ne!(2019年9月23日、FMヨコハマ) ‐ペットのヘラクレスオオカブトの「ヘラ太郎」と共に出演
- E-ne!(2020年12月24日、FMヨコハマ) ‐ペットのニジイロクワガタの「ニジ太郎」と共に出演
- THE FLINTSTONE (2021年9月5日、BAYFM)[8]
- Nandary (2023年7月26日、NHK仙台)[9]